# Wurmbea elongata
Wurmbea elongata är en tidlöseväxtart som beskrevs av Rune Bertil Nordenstam. Wurmbea elongata ingår i släktet Wurmbea och familjen tidlöseväxter. Inga underarter finns listade i Catalogue of Life.